# Anton Wilhelm Amo

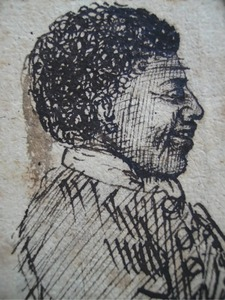
Die Portrait-Skizze soll Anton Wilhelm Amo zeigen, die Echtheit ist unklar.

Anton Wilhelm Amo (lateinisch Antonius Guilielmus Amo Afer ab Aximo in Guinea; * um 1703 in Nkubeam bei Axim, Goldküste (Westafrika); † nach 1753 vermutlich im heutigen Ghana, vielleicht am 3. März 1756, laut Grabstein bei Shama † 1784) war der erste bekannte Philosoph afrikanischer Herkunft in Deutschland, der an den Universitäten Wittenberg, Halle und Jena lehrte. In Jena bot Amo Kurse in Astrologie und Geheimschrift an, in Afrika, wohin er 1747 zurückgekehrt war, stand er im Ruf eines Wahrsagers.
Obwohl eine frühe Studienarbeit Amos Über die Rechtsstellung der Mohren in Europa nicht erhalten ist, wird ihr in der Presse immer wieder eine kritische Tendenz zugeschrieben, Amo gilt sogar als ein Vordenker des Antirassismus.

## Leben
Amo kam 1707, noch als Kind, aus seinem Geburtsort in Begleitung eines Sergeanten Christian Bodel (1671–1708) auf einem Schiff der Niederländisch-Westindischen Gesellschaft zunächst nach Amsterdam, dann an den Hof der Herzöge von Braunschweig-Wolfenbüttel. Ob er dazu versklavt worden war, wie Bonaventure Soh Bejeng Ndikung glaubt, oder ob das Kind einer lokalen, von Burchard Brentjes mitgeteilten mündlichen Tradition zufolge von seiner Mutter zu deren Schwestern nach Amsterdam geschickt worden war, um dort ausgebildet zu werden, lässt sich auf bisheriger Quellenbasis nicht abschließend klären. Amo gehörte zum Volk der Nzema.
Am 29. Juli 1708 wurde Amo in der Schlosskapelle Salzdahlum in Wolfenbüttel evangelisch getauft und vielleicht 1721 konfirmiert. Seine Taufpaten und Namensgeber waren Herzog Anton Ulrich (der 1709 zum Katholizismus konvertierte) und dessen Sohn August Wilhelm. Einige Forscher vermuten, dass Amo 1717–1721 die Ritterakademie Rudolph-Antoniana in Wolfenbüttel besuchte.
In den braunschweigischen Kammerrechnungen von 1716/17 und 1720/21 (eigenhändig unterschriebene Quittung für Besoldung und Kostgeld vom 23. April 1720) wird Amo in Wolfenbüttel aufgeführt. Im braunschweigisch-Wolfenbütteler Hofkalender bzw. Adressbuch wird „Anthon Wilhelm Amo, der Mohr, Log(is) aufm Schloß“ 1721 unter den „Hertzogl. Laqveyen“ und 1725 als „Mohr, Anthon Wilhelm, bey Ihro Durchl. dem regierenden Hertzog Cammer-Bediente“ genannt.
In der Matrikel und anderen Unterlagen der braunschweigischen Landesuniversität Helmstedt, an der er sein Universitätsstudium begonnen haben soll, ist Amo nicht nachweisbar. Ein Zeugnis der philosophischen Fakultät Wittenberg erwähnt, dass er vor Aufnahme seiner Studien Latein gelernt hatte. Im Juni 1727 schrieb Amo sich jedoch zunächst an der Universität Halle für Philosophie ein und belegte in diesem Zusammenhang offenbar auch rechtswissenschaftliche Kollegien. Noch am 3. Juli 1729 bezeichnete er sich als „Student beider Rechte und der Phylosophie (sic!) sowie herzoglicher Bibliothekar und Hofsekretär“. Im November 1729 hielt er eine Disputation über das Thema De iure Maurorum in Europa (deutsch Über die Rechtsstellung der Mohren in Europa). Am 2. September 1730 immatrikulierte er sich an der Philosophischen Fakultät der Universität Wittenberg und erhielt schon sechs Wochen später den akademischen Grad eines Magisters der Philosophie, was ihm erlaubte, Vorlesungen anzubieten, während derer er gleichzeitig seine Studien fortsetzte.
Bei einem Besuch des neuen Kurfürsten Friedrich August II. im Mai 1733 nahm Amo eine prominente Rolle in den mehrtägigen Begrüßungszeremonien ein. 1734 ließ ihn die Universität nach öffentlicher Verteidigung einer Dissertation am 17. April über das Leib-Seele-Problem mit dem Titel De humanae mentis ΑΠΑΘΕΙΑ (apatheia) (deutsch Über die Empfindungslosigkeit des menschlichen Geistes) als Magister legens zu, was ihn ermächtigte, eigenständig Studenten zu betreuen und bei deren Disputationen den Vorsitz zu führen. Auf dem Titelblatt dieses Druckes erscheint Amo als Magister und als Kandidat beider Rechte. An Amos akademischer Promotion in Wittenberg wirkte der Philosoph Samuel Christian Hollmann mit, der wenige Monate später an die neu eröffnete Universität Göttingen berufen wurde. Mit dem Leib-Seele-Problem beschäftigte sich auch die Disputation seines Schülers Johann Theodor Meiner, eines Studenten der Philosophie und der Rechtswissenschaft aus Rochlitz in der sächsischen Markgrafschaft Meißen, der Amo 1734 in Wittenberg vorsaß.
Nach dem Tod von Herzog Ludwig Rudolf von Braunschweig-Wolfenbüttel geriet Amo in finanzielle Schwierigkeiten. 1736 wechselte er wieder an die Philosophische Fakultät der Universität Halle und unterrichtete dort als Privatdozent. In dieser Zeit entstand sein umfangreicher Tractatus de arte sobrie et accurate philosophandi, der 1738 in Halle gedruckt wurde. Amo widmete diese Arbeit seinen Förderern und „Mäzenen“, Johann Peter von Ludewig, dem Rechtsprofessor Henning Böhmer und dem Medizinprofessor Friedrich Hoffmann in Halle. Mitte 1739 bemühte sich Amo jedoch um die Aufnahme in den Lehrkörper der Universität Jena. Friedrich Andreas Hallbauer als Dekan der Fakultät und der Rektor Johann Bernhard Wiedeburg unterstützten den Antrag, dem schließlich stattgegeben wurde. Laut einer eigenhändigen Vorlesungsankündigung bot Amo 1739 Unterricht in Physiognomik, Chiromantie, Geomantie, Astrologie und Kryptographie an, was zeitgenössisch beliebte akademische Sujets waren. In Jena hat sich Amo in den Jahren 1740 bei Gottfried Achenwall, 1742 bei Johann Wilhelm Jungendres (1722–1767), 1743 bei Albrecht Daniel Halder († um 1745) und 1746 (unbekannter Halter) in diverse Studenten-Stammbücher eingetragen. Er wohnte in Jena bei Johann Andreas Fabricius, bis dieser 1740 Rektor der Katharinenschule in Braunschweig wurde. Befreundet war Amo auch mit dem jüdischen Medizinstudenten Moses Abraham Wolff aus Neuwied, dem er 1737 in Halle mit einem Gedicht zur Promotion gratulierte. Zeugnisse weiterer akademischer Tätigkeit in Jena sind noch nicht bekannt geworden.
Ende 1746 verließ Amo Deutschland und kehrte via Amsterdam nach Ghana zurück, wo er im April 1747 eintraf. Dort lebten noch sein Vater und eine seiner Schwestern, während ein Bruder Anton Wilhelms in Suriname Sklavendienste leistete. Amo genoss in Afrika Ansehen als Eremit und Wahrsager. Der Schweizer Schiffsarzt David Henri Gallandat, der Amo in Afrika besucht hatte und auf den diese Informationen zurückgehen, nennt als Grund für Amos Rückkehr in seine Heimat eine Schwermut nach dem Tod seines Herren (Meester), also wohl das Wegbrechen der Förderung durch die Herzöge von Braunschweig-Wolfenbüttel, vielleicht auch den Tod seines Freundes Johann Peter von Ludewig im Jahre 1743.
Als Amo Deutschland bereits verlassen hatte, erschien sein Name in satirischen Gedichten aus der Feder des halleschen Rhetorikprofessors Johann Ernst Philippi. Darin wirbt „Amo“ um die Liebe einer gewissen „Astrine“, die ihn allerdings abweist. Die Interpretation dieser Verse („Astrine“ wäre ein Anagramm von „Satiren“) ist in mehrere Richtungen möglich. Einmal als rassistische Dichtung, umgekehrt aber auch als (nicht unkritische) Parabel auf Rassismus. Als wenig wahrscheinlich gilt die Vermutung, dass der reale Amo einen wirklichen Antrag an Anna Dorothea Gnüge (1715–1764) gerichtet hätte, seit 1737 Ehefrau von Samuel Gotthold Lange, die 1746 unter dem Pseudonym „Doris“ einen abgewiesenen Verehrer in einem Gedicht als Satyr und „Waldbewohner“ verspottete.
Amo lebte zunächst als Einsiedler in Axim und später im Fort San Sebastian bei Shama. Sein genaues Todesjahr ist nicht bekannt; auf seinem (neuen) Grabstein vor dem Fort Shama steht das Sterbejahr 1784.
Die ausführlichsten biografischen Angaben zu Amo und seiner Familie finden sich in einem Nachruf von Isaac Winckelman (1723–1796) auf den Mediziner David Henry Gallandat (1732–1782), der Amo nach seinen Tagebuchaufzeichnungen 1753 auf einer Reise in Axim an der „Goldküste“ besucht hatte. Der französische Abolitionist Henri Grégoire stellte 1808 die zu seiner Zeit verfügbaren Informationen über Anton Wilhelm Amo ausführlich zusammen und würdigte seine akademischen Leistungen, wobei er sich auf Johann Friedrich Blumenbach bezog, der wiederum auf Mitteilungen von Samuel Christian Hollmann hatte zurückgreifen können.

## Philosophie

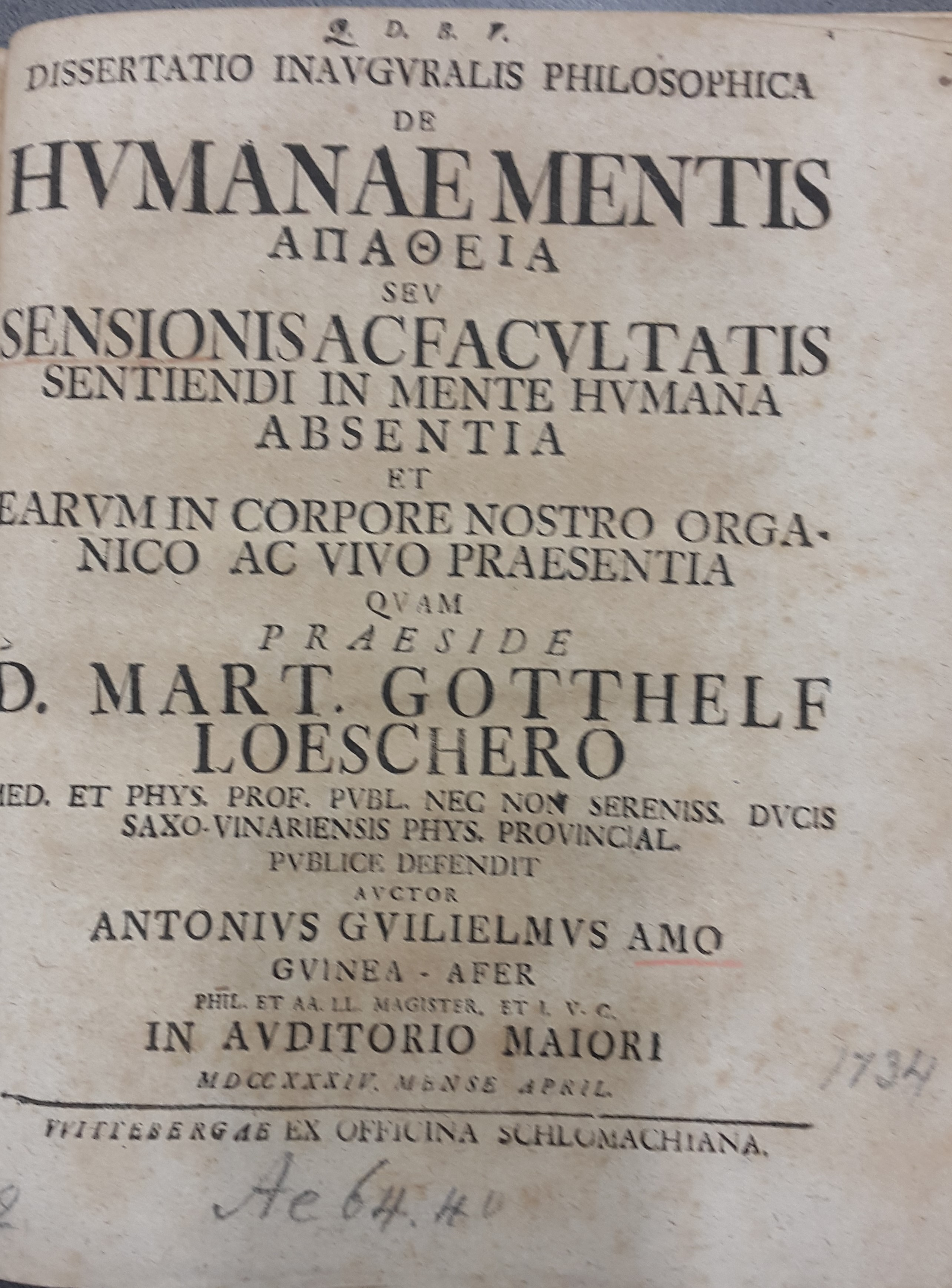
Dissertation (1734)

Während des Studiums von Anton Wilhelm Amo war Halle ein wichtiges wissenschaftliches Zentrum innerhalb des deutschsprachigen Raumes, da dort sowohl die ersten Vertreter der Frühaufklärung als auch Pietisten präsent waren. Dementsprechend ergaben sich zahlreiche Auseinandersetzungen zwischen den sogenannten Pietisten und Rationalisten. Der Hallische Pietismus war unter anderem durch den bekannten Theologen August Hermann Francke geprägt. Er setzte sich für die Erneuerung der kirchlichen Tradition ein. Demgegenüber positionierte sich Christian Wolff als einer der ersten Vertreter der Frühaufklärung, der mit dem Begriff der Vernunft argumentierte und beispielsweise Deutsch als philosophische Sprache statt Latein betonte.
In diesem Umfeld studierte auch Amo und war dementsprechend zwangsläufig in diesen Diskussionen einbezogen, wobei er einer klaren Positionierung widersprach. So ist auch innerhalb der heutigen Debatte noch hoch umstritten, ob er ein Wolffianer war oder nicht. Auch wenn es Unterschiede zu der Wolffianischen Tradition gab (Amo schrieb beispielsweise in Latein), lässt sich erkennen, dass er dieser deutlich näher stand als den pietistischen Vertretern. Dennoch umging er die Frontlinien und versuchte sich aktiv durch eine eigene Positionierung im Feld zu behaupten.
In seiner Zeit an der halleschen Universität wurde er maßgeblich von dem damaligen Universitäts-Kanzler Johann Peter von Ludewig unterstützt. 1729 veröffentlichte Amo seine erste Disputation unter dem Vorsitz von Ludewig mit dem Titel De iure Maurorum in Europa, oder vom Mohren-Recht. Sie beschäftigt sich mit der Rechtsstellung schwarzer Menschen im Europa der damaligen Zeit, die weitgehend rechtlos waren. Dieser Text konnte aber nicht wieder aufgefunden werden; auch in seinen späteren Werken griff er nicht direkt auf ihn zurück. Der Inhalt der Disputationsschrift wurde jedoch in einem zeitgenössischen Zeitungsbericht zusammengefasst:

„Darinnen dan̄ nicht allein ex LL. und der Historie gezeuget; daß der Mohren ihr König bey dem Römischen Käyser ehedem zu Lehen gegangen, und jeder von demselben ein Königs-Patent, welches auch Justinianus ausgetheilet, hohlen müssen; sondern auch vornehmlich dieses untersuchet, wie weit der von Christen erkaufften Mohren in Europa ihre Freyheit oder Dienstbarkeit, denen üblichen Rechten nach, sich erstrecke.“

Die scharfe Ablehnung des Sklavenhandels wenige Jahre später durch den halleschen Staatsrechtler Martin Schmeitzel wird teilweise als Nachwirkung der Disputation Amos gedeutet.
Trotz Ludewigs Unterstützung wechselte Amo 1730 nach Wittenberg, wodurch er sich möglicherweise freiere Forschungsmöglichkeiten erhoffte. In Wittenberg erlangte er sehr schnell den akademischen Grad des Magisters der Philosophie und der freien Künste. Damit konnte er selbst erste Lehrveranstaltungen durchführen. Weiterführend wandelte er mit der Zeit sein wissenschaftliches Profil hin zu medizinischen Studien, wobei er beispielsweise durch den Physiker Martin Gotthelf Löscher unterstützt wurde. Auf diesen Erfahrungen aufbauend, veröffentlichte er 1734 seine Dissertation zum Thema Körper und Seele, ein Dualismus, der zur damaligen Zeit ein wichtiges philosophisches Konzept darstellte. Die Dissertation hatte den Namen De humanae mentis apatheia. In dieser griff er auf Philosophen wie John Locke oder René Descartes zurück, physiologisch setzte er sich mit der Seelenlehre des Wittenberger Mediziners Daniel Sennert auseinander, von dem er sich wie von Georg Daniel Coschwitz kritisch absetzte. Er postuliert dabei eine starke Trennung zwischen Leib und Seele. So steht seiner Meinung nach der Geist außerhalb jedes Leides des Körpers, wodurch körperliche Qualen, Nötigungen und Folter den Geist nicht zum Leiden bringen können. Damit ist die menschliche Seele von allem Materiellen und Körperlichen getrennt. Im Umkehrschluss kann sich der Geist jenseits materieller, physischer Gegebenheiten und Charakteristika des Körpers (z. B. Stigmata) frei entfalten. Das Lebensprinzip mit der Fähigkeit des Empfindens (principium vitae cum facultate sentendi) gehört nicht der Seele, sondern dem Körper an. Die Empfindung geht in einer Art Nervensaft (succus nerveus) vor sich.

## Rezeption

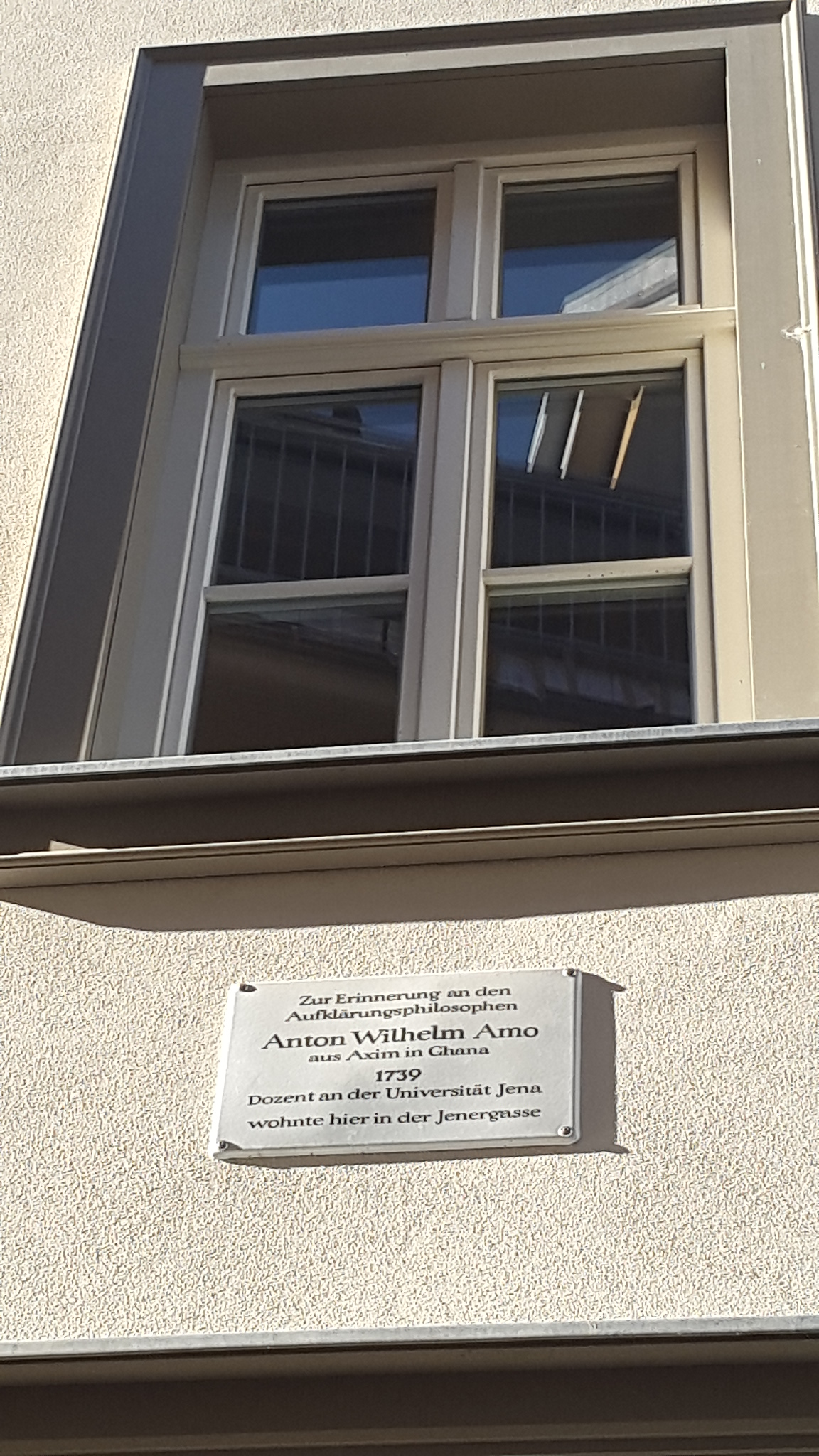
Plakette für Amo an der Jenergasse in Jena

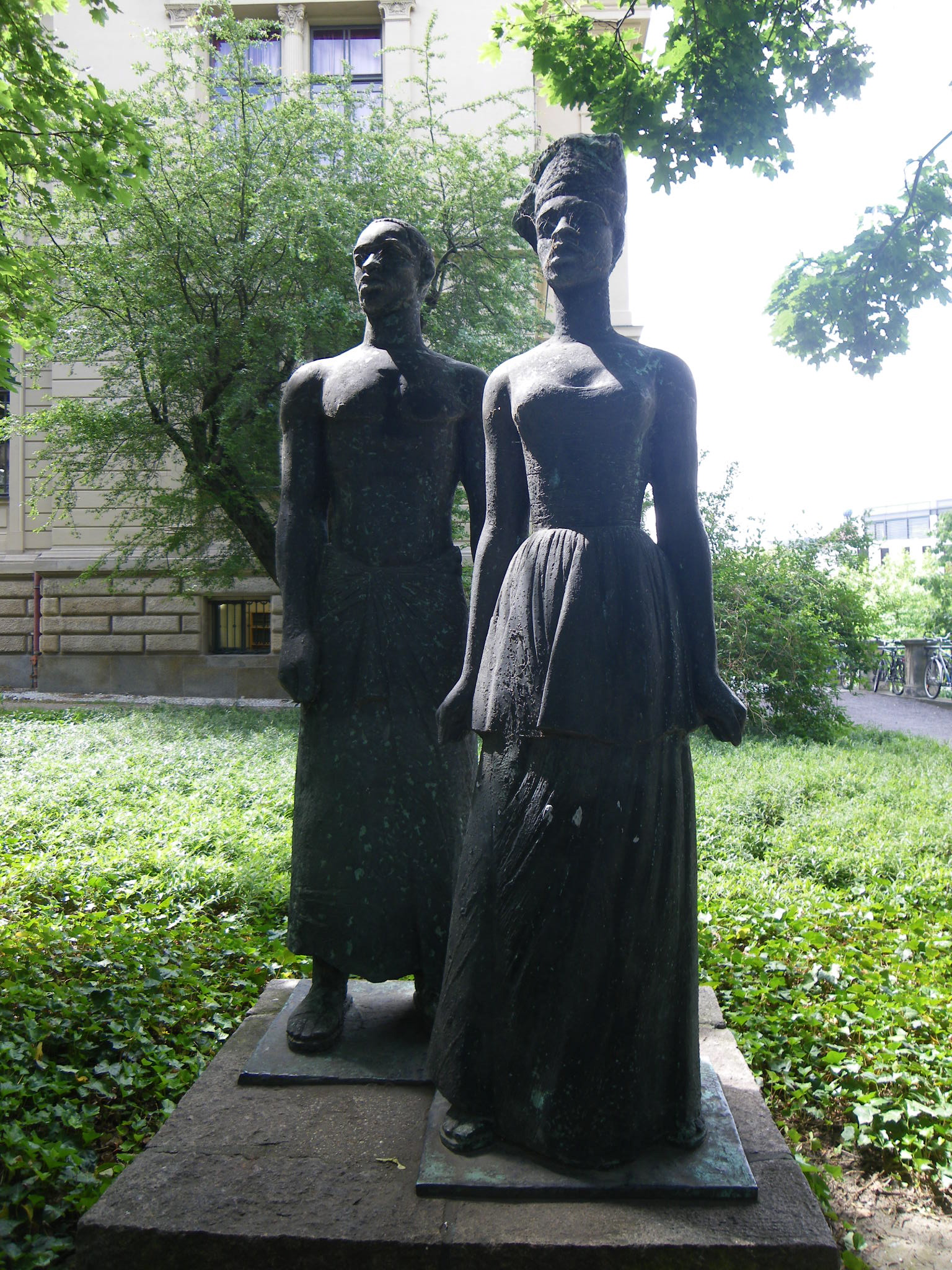
Denkmal Freies Afrika von Gerhard Geyer in Halle (Saale), 1963/64.

Wohl auch im Zusammenhang mit der Politik der Völkerfreundschaft der DDR lässt sich ein verstärktes (Forschungs-)Interesse an Anton Wilhelm Amo in den 1960er Jahren erkennen. Dies ist insbesondere auf den ersten Präsidenten Ghanas, Kwame Nkrumah, zurückzuführen, welcher sich für Amo interessierte. Daraufhin wurde in Halle ein Forschungszentrum zu Amo eingerichtet, wobei insbesondere Burchard Brentjes zu nennen ist. Er veröffentlichte 1965 beispielsweise das Buch Anton Wilhelm Amo. Der schwarze Philosoph in Halle.
Auf dem halleschen Universitätscampus wurde im Jahr 1965 eine Doppelplastik neben dem Robertinum am Universitätsring aufgestellt, die später teils als Denkmal für Amo missverstanden wurde. Es handelt sich um die Bronzeplastik „Freies Afrika“ des Bildhauers Gerhard Geyer. 1961 unternahm dieser eine Studienreise in das heutige Guinea und Ghana, organisiert von der Akademie der Künste der DDR. Inspiriert durch seine Reise gestaltete er die Plastik im Auftrag der DDR als Teil einer ganzen Serie von afrikanischen Szenen und Skulpturen – etwa „Afrikanische Marktszene“ (1961), „Afrikanerin mit Kind“ (1961) oder der „Afrikanerin mit Krug“ (1962). Es war ursprünglich geplant, dass die Statue als Geschenk nach Ghana geschickt werden sollte, um dort vor einer Bibliothek aufgestellt zu werden. Die Motivauswahl lässt sich dementsprechend analysieren: Die Frau und der Mann stehen nebeneinander, symbolisch als Gleichgestellte im Sozialismus, dargestellt in der sozialistischen Arbeiterposition, mit den Händen zu Fäusten geballt. Der Titel der Statue wurde in Anlehnung an die Unabhängigkeitsbewegungen der afrikanischen Länder gewählt. Nach der Fertigstellung der Statue wurde diese allerdings aufgrund veränderter politischer Umstände nicht überreicht. Stattdessen wurde sie im Jahr 1965 auf dem Universitätscampus in einem komplett anderen Kontext aufgestellt. Dieser ist nicht hinreichend erforscht. Durch die Ergänzung einer schlichten Gedenkplatte für Amo im Jahr 1975 in unmittelbarer Nähe entstand der Eindruck, die männliche Figur solle Amo darstellen. Sie wurde aber weder im Auftrag der Universität Halle-Wittenberg erstellt noch hatte Gerhard Geyer bei der Erstellung der Statue an Amo gedacht. Zudem ist nicht bekannt, wie Amo aussah, da kein bekanntes Porträt von ihm existiert. Aufgrund seiner universitären Tätigkeit im 18. Jahrhundert ist nicht davon auszugehen, dass er so ausgesehen hat wie in Geyers Plastik dargestellt. Daher wurde die Plastik im Dezember 2021 um eine Informationstafel ergänzt, die zwischen Plastik und Gedenktafel unterscheidet.
Die DDR, Ghana und die UNESCO veranstalteten vom 24.–29. Juli 1978 ein internationales William Amo Symposium in Accra.
Seit 1994 verleiht die Universität Halle-Wittenberg den Anton-Wilhelm-Amo-Preis für besondere wissenschaftliche Arbeiten an Studenten und Graduierte. Seit 2016 findet regelmäßig die Anton Wilhelm Amo Lecture statt.
Im Oktober 2009 organisierten das Goethe Institute Accra und das W. E. B. Du Bois Memorial Centre for Pan African Culture Accra ein Anton Wilhelm Amo Symposium an der University of Ghana in Legon.
Am 10. Oktober 2020 wurde Amo mit einem Google Doodle der Illustratorin Diana Ejaita geehrt.
Insbesondere für die afrodeutsche Gemeinschaft stellt Amo ein wichtiges Vorbild dar. So forderten 2018 beispielsweise Aktivisten in Berlin die Umbenennung der dortigen Mohrenstraße in Anton-Wilhelm-Amo-Straße, um unter anderem die Erinnerung an ihn und seine Geschichte weiterzutragen. Am 29. April 2021 verfügte das Bezirksamt Mitte von Berlin die Umbenennung zum 1. Oktober 2021. Aufgrund dagegen eingelegter Widersprüche trat die Umbenennung zunächst nicht in Kraft. Am 6. Juli 2023 wies das Verwaltungsgericht Berlin die Klage von Anwohnern gegen die Umbenennung jedoch aus verwaltungsrechtlichen Gründen zurück, da der Bezirk für Straßennamen zuständig sei. Die Berufung eines Anwohners wies das Oberverwaltungsgericht Berlin-Brandenburg am 8. Juli 2025 rechtskräftig und unanfechtbar zurück.
Der Kunstverein Braunschweig ehrte Amo vom 28. März bis zum 13. September 2020 mit einer Ausstellung, die von Bonaventure Soh Bejeng Ndikung, Jule Hillgärtner und Nele Kaczmarek kuratiert wurde. Für die Dauer der Ausstellung benannte sich der Kunstverein auf Anregung des Architekten Konrad Wolf in Anton Wilhelm Amo Center um; umgesetzt wurde dies durch einen Eingriff auf der Internetseite des Vereins. Die Umbenennung wie die Ausstellung sollten temporär einen Ort schaffen, der der kritischen Auseinandersetzung mit hegemonialem Wissen gewidmet ist.
Im Juni 2022 wurde auf dem Landesparteitag der SPD Sachsen-Anhalt beschlossen, dass sich die Partei dafür einsetzen wolle, den Flughafen Leipzig/Halle nach Anton Wilhelm Amo zu benennen. Dies hatte im Juli 2021 bereits die SPD Sachsen beschlossen. In Stuttgart wurde 2022 ein Anton-Wilhelm-Amo-Platz vor dem Arbeitsgericht beschlossen. Ende Januar 2023 wurde der früher „Lerchenplätzle“ genannte Platz vor dem Arbeitsgericht Stuttgart in der Johannesstraße in Anton-Wilhelm-Amo-Platz umbenannt.
Von 2023 bis 2024 richtete die Universität Halle eine Ausstellung zu Anton Wilhelm Amo aus: „Fokus Amo. Bilder für einen Gelehrten“. Verschiedene Künstler wurden dabei aufgerufen, die Persönlichkeit Amos künstlerisch zu fassen.
Die Ausstellung „Anton Wilhelm Amo – Zwischen den Welten“ im Museum der städtischen Sammlungen im Zeughaus in Lutherstadt Wittenberg stellte 2024 die Biographie Amos stadtgeschichtlichen Zeugnissen so wie Exponaten aus der Kultur und Geschichte Westafrikas gegenüber.

## Theaterstück
Im Mai 2009 brachte das Theater Freuynde + Gaesdte (Münster) das Zwei-Personen-Stück Der Spinnenmann von Zeha Schröder zur Uraufführung. Der Autor zeichnet darin die historische Begegnung zwischen Amo und dem Schiffsarzt Gallandat in einem fiktiven Dialog nach, der um die Themen Weisheit, Würde und (innere wie äußere) Freiheit kreist. Der Stücktitel geht auf die ghanaische Legendenfigur Kwaku Ananse zurück, ein Spinnenwesen, das einigen Fabeln zufolge auf der Suche nach menschlicher Weisheit und Klugheit war. In der Münsteraner Inszenierung, die in den Räumen der Stadtbücherei aufgeführt wurde, spielte der Schauspieler und Musiker Komi Togbonou die Rolle des Amo.

## Werke
- (gedrucktes Glückwunschgedicht) Nach der Land-ersprießlichen und Hocherfreulichen Wiedergenesung Sr. Regierenden Hertzogl. Durchleuchtigkeit Aug. Wilhelm Seines genädigsten Hertzogen und Herrn … Halle 1729[71]
- Disputatio de iure Maurorum in Europa (Disputation: Über die Rechtsstellung der Mohren in Europa), gehalten 1729 (verschollen, eventuell nur handschriftlich konzipiert)
- Dissertatio inauguralis de humanae mentis ΑΠΑΘΕΙΑ (apatheia), seu sensionis ac facultatis sentiendi in mente humana absentia at earum in corpore nostro organico ac vivo praesentia. Schlomach, Wittenberg 1734 (Digitalisat der Staatsbibliothek zu Berlin – Preußischer Kulturbesitz)
- (mit Johann Theodor Meiner[72]) Disputatio philosophica continens ideam distinctam eorum quae competunt vel menti vel corpori nostro vivo et organico mit einem Glückwunschschreiben von Magister Antonius Gulielmus Amo Guinea-Afer als Vorsitzendem (praeses) der Disputation (S. 15f). Koberstein Witwe, Wittenberg 1734 (Digitalisat der Bayerischen Staatsbibliothek München)
- (Gratulationsgedicht) DEin aufgeweckter Geist im klugen meditiren, … In: Moses Abraham Wolff: Dissertatio Inauguralis Medica De Morborum Inconsulta Ratione Suppressorum Revocatione. Hilliger, Halle 1737, S. 32 (Digitalisat der Sächsischen Landesbibliothek – Staats- und Universitätsbibliothek Dresden)
- Tractatus de arte sobrie et accurate philosophandi (Abhandlung über die Kunst, nüchtern und präzise zu philosophieren). Kitler, Halle 1738 (Digitalisat der Universitätsbibliothek Erlangen-Nürnberg) (Nachdruck zusammen mit Werken von Juan Latino und Jacobus Capitein. Kraus Reprint, Nendeln 1971)
- Dwight Kenneth Lewis jr., Falk Wunderlich, Claus Gienke (Hrsg.): Anton Wilhelm AMO. Werke in deutscher Übersetzung. Universitätsverlag Halle-Wittenberg, Halle 2023, ISBN 978-3-86977-271-4.